# Mündliche Anfrage
Die Mündliche Anfrage ist das Recht eines Abgeordneten, Informationen von der Regierung zu erhalten. Besonders bedeutend ist das Recht für die Opposition, um die Politik der Regierung kontrollieren zu können. Weitere Fragemöglichkeiten sind die Große Anfrage und die Schriftliche Anfrage. Die Rechtsgrundlage ist die Geschäftsordnung des Deutschen Bundestages bzw. der Landtage.

## Mündliche Anfrage in den Institutionen
| Institution            | Rechtsgrundlage                            | Anzahl Fragen   | Anzahl Nachfragen | Spezifische Regelungen | Besonderheit                                  |
| ---------------------- | ------------------------------------------ | --------------- | ----------------- | ---------------------- | --------------------------------------------- |
| Deutscher Bundestag    | Geschäftsordnung des Deutschen Bundestages | 2               | 2                 | Anlage 4               |                                               |
| Baden-Württemberg      | § 58 GO LT BW                              | 2               | 2                 | Anlage 2               |                                               |
| Bayern                 | § 74 GO LT BY                              | 1               | keine Regelung    |                        | Rahmen ist die Ministerbefragung              |
| Berlin                 | § 51 GO Abghs                              | 1               | 2                 | Anlage 4               | Mündliche Anfrage = Spontane Anfrage          |
| Brandenburg            | § 60 GO LT B                               | 1               | 3                 | Anlage 2, Anlage 9     |                                               |
| Bremen                 | § 23 GO Bre B                              | keine Regelung  | keine Regelung    |                        |                                               |
| Hessen                 | § 27 GO LT H                               | 2               | 2                 |                        |                                               |
| Mecklenburg-Vorpommern | § 65 GO LT M-V                             | 2               | 2                 |                        |                                               |
| Niedersachsen          | § 47 GO LT N                               | 2               | 2                 |                        | Mündliche Anfrage von Kleiner Anfrage umfasst |
| Nordrhein-Westfalen    | § 94 GO LT N-W                             | 2               | 3                 |                        |                                               |
| Rheinland-Pfalz        | § 98 GO LT R-P                             | nicht definiert | 3                 | keine Regelung         |                                               |
| Saarland               | § 56 GO LT S                               | 2               | 6                 |                        |                                               |
| Sachsen                | § 54a GO LT S                              | 2               | 2                 | Anlage 6               |                                               |
| Schleswig-Holstein     | § 37 GO LT S-H                             | 1               | 3                 |                        |                                               |
| Thüringen              | § 91 GO LT T                               | 1               | 2                 |                        |                                               |

In Sachsen-Anhalt ersetzt die Dringliche Anfrage die Mündliche Anfrage.

## Mündliche Anfragen in Österreich
Mündliche Anfragen sind Teil der Fragestunde im Österreichischen Nationalrat, die immer stattfindet, wenn keine Aktuelle Stunde stattfindet.